# Monastero di Santa Maria del Rogato
L'antico monastero di Santa Maria del Rogato, si trova presso Alcara li Fusi, nella città metropolitana di Messina, sul versante sinistro del fiume Rosmarino.
Era un centro conventuale dei monaci basiliani particolarmente radicato nell'area dei monti Nebrodi (grecofona), sia prima che dopo la dominazione araba, durante la quale sopravvisse, facendo da riferimento culturale e religioso per la popolazione dei Nebrodi recalcitrante alla dominazione.
Non si sa con precisione in quale anno fu fondato il cenobio, si pensa verso la fine dell'XI secolo quando la politica dei sovrani normanni puntò su questi centri religiosi per il controllo del territorio e delle popolazioni locali di culto ortodosso e per la riconversione dei musulmani.
In questo monastero fu conservato per 336 anni privo di corruzione il corpo di san Nicolò Politi eremita d'Adrano, a partire dal 17 agosto 1167, giorno in cui ne fu rinvenuto il corpo presso un eremo lungo le pendici del monte Calanna.

## Storia
Nonostante la generale decadenza dell'ordine basiliano, dovuta al fatto che il potere politico favorì il rito latino per sottrarre la popolazione siciliana e calabrese ad ogni influsso proveniente da Bisanzio, il monastero sopravvisse come centro economico (era al centro di una vasta tenuta) e religioso fino al XV secolo; ma il 10 giugno 1490 un violento terremoto fece crollare gran parte dell'edificio restando intatta la chiesa in cui si conservava l'arca col corpo del Santo Politi.
Dopo questo disastro, i Padri basiliani recuperarono quel che poterono dalle macerie e ripararono alla meglio quella piccola parte del monastero che era congiunta alla Chiesa e che, pur essendo lesionata era rimasta in piedi. Dopo alcuni anni i monaci si trasferirono al più vicino monastero basiliano che era quello di  San Filippo di Demenna detto di Fragalà (Frazzanò). È provato che nel 1503 il monastero era tutto disabitato. Fino a tale anno il corpo del santo Politi rimase nella chiesa del Rogato; nella seconda metà dello stesso anno fu trasportato ad Alcara, perché gli Adornesi avevano tentato di portarselo al loro paese. Verso la fine del XVII secolo l'esistenza del monastero era già finita.
Allo stato attuale rimane soltanto la chiesa e una piccola parte semidiroccata del vecchio edificio conventuale o più probabilmente di una parte ricostruita dopo il terremoto del 1490.
L'edificio con le vaste terre circostanti, già patrimonio del convento, fu per molto tempo proprietà privata. Nel 2011 è ritornato nel pieno possesso della comunità parrocchiale alcarese, grazie alle offerte da essa stessa elargite.

## Descrizione
La chiesa è composta di due locali, in uno c'è un altare spoglio, nel secondo locale c'è un altare e su di esso è collocata l'urna di cipresso, in cui furono conservate per circa un secolo le ossa del santo Politi. Sotto l'altare, un simulacro di San Nicolò disteso supino, con occhi chiusi e mani incrociate.
Sopravvive ancora un affresco del periodo della ripresa pittorica bizantina in età normanna. Il dipinto che allo stato attuale presenta disastrose scrostature della pellicola cromatica accompagnata da volgari imbratti di calce, raffigura il transito della Vergine come indica la scritta:
L'ignoto artista del XII secolo, probabilmente uno degli stessi monaci basiliani del cenobio, si attiene fedelmente ai severi canoni iconografici bizantini ed esattamente a quelli provenienti dall'area macedone e balcanica.

## Festività
Ogni anno il 15 agosto, sia perché ricorre la festa di Maria SS. Assunta, sia in ricordo dell'ultima visita che San Nicolò fece al Rogato (15-8-1167), viene celebrata una messa col concorso di molti fedeli.